# Matilde Carranza
Francisca Matilde Carranza Volío được biết đến với cái tên Matilde Carranza  sinh ngày 6 tháng 1 năm 1892 tại San José, Costa Rica và được rửa tội vào ngày 7 tháng 2 năm 1892. Cha mẹ cô là Francisco Carranza và Petronila Volío. Cô là một trong những người lãnh đạo cuộc đình công của giáo viên năm 1919  chống lại các chính sách lao động của Tổng thống Federico Tinoco Granados, mà đỉnh cao là đốt cháy văn phòng báo chí của chính phủ, La Información. Cuộc đình công, do Ángela Acuña Braun dẫn đầu bao gồm các giáo viên như Ana Rosa Chacón, Lilia González, Carmen Lyra, Victoria Madrigal, Vitalia Madrigal, Esther De Mezerville, María Ortiz, Teodora Ortiz, Ester Silva và Andrea Venegas. Năm 1920, cô cùng Lyra và González tới châu Âu để học mô hình giáo dục Montessori để có thể thực hiện ở Costa Rica. Từ đầu những năm 1930, Carranza tiếp tục học tập tại Hoa Kỳ, và tiếp tục trong gần một thập kỷ  tốt nghiệp tiến sĩ triết học tại Đại học Wisconsin năm 1940. Luận văn tốt nghiệp của cô, El pueblo visto a través de los Episodios nacalesales được xuất bản ở Costa Rica năm 1942. Sau khi tốt nghiệp, cô bắt đầu giảng dạy tại Saint Mary-of-the-Woods, Indiana.